# Nederlandse Klim- en Bergsport Vereniging
Die Nederlandse Klim- en Bergsport Vereniging (NKBV, dt.: Niederländische Kletter- und Bergsportvereinigung) ist der einzige nennenswerte niederländische Alpinverein und ist 1998 aus der Zusammenlegung der Koninklijke Nederlandse Alpen Vereniging (KNAV) mit der Nederlandse Bergsport Vereniging (NBV, bis 1996: OeAV, Sektion Holland) entstanden. 
Trotz der großen Entfernung zu den Alpen unterhielt er neben einer Hütte in den Ardennen, der Tukhut in Ferrières, bis 2009 die Wangenitzseehütte in der Schobergruppe.
Die NKBV ist Mitglied des multilateralen Abkommens Gegenrecht auf Hütten. Sie ist seit 1932 Mitglied der Union Internationale des Associations d’Alpinisme (UIAA) sowie seit 2017 Mitglied in der European Union of Mountaineering Associations (EUMA).

## Bekannte Mitglieder
Aus den Reihen der NKBV sind UIAA-Ehrenmitglieder Robbert Leopold seit 2000 sowie Frits Vrijlandt seit 2023. Letztere war von 2006 bis 2012 Präsident des NKBV und von 2012 bis 2020 Präsident der UIAA.